# 華星夜曲
『華星夜曲』（かせいやきょく）は、平田真貴子による日本の漫画作品、およびそれを原作としたOVA作品。『月刊MAY』（少年画報社）にて連載された。単行本は全9巻、OVAは全4巻。

## 概要
大正時代を舞台にしたレトロタッチの大河メロドラマ。
羽生侯爵の令嬢、燁子とメイドの内田沙羅は20歳の誕生日を迎えていた。古い因習を嫌う燁子は沙羅を友人として扱うが、沙羅自身は身分の差を意識しつつ、燁子の婚約者・西園寺清洲にほのかな恋心をよせる。誕生パーティの後、燁子と清洲はチンピラにからまれたところを、伊東タカオに救われた。タカオは「鷹」の異名を持つ青葉組の組員だった。これをきっかけとして、自由奔放な愛に目覚めた燁子はタカオを追いかけるようになり、清洲を沙羅に押し付けてしまう。このことが原因で沙羅は羽生家を去ることとなるが、自分自身が孤児であったタカオはそんな沙羅の力になろうとする…。

## 単行本
- 華星夜曲1（1985年1月1日、ISBN 4785944854）
- 華星夜曲2 恋知りそめし（1985年5月15日、ISBN 4785945036）
- 華星夜曲3（1985年8月、ISBN 4785945168）
- 華星夜曲4（1986年1月15日、ISBN 478594532X）
- 華星夜曲5（1986年8月15日、ISBN 4785945559）
- 華星夜曲6（1987年2月、ISBN 4785945710）
- 華星夜曲7 哀愁のガーデンブリッジ（1987年8月15日、ISBN 4785945850）
- 華星夜曲8 魔都征服（1988年2月、ISBN 4785946008）
- 華星夜曲9（1988年3月、ISBN 4785946024）

## OVA

### キャスト
- 鷹（伊東タカオ） - 野沢那智
- 羽生燁子 - 武藤礼子
- 内田沙羅 - 鈴木弘子
- 西園寺清州 - 小川真司
- 羽生侯爵 - 池田勝→有本欽隆
- 羽生侯爵夫人（燁子の母） - 巴菁子
- 内田純一朗 - 関俊彦
- 三郎 - 辻谷耕史
- 花井仁吉 - 阪脩
- 沙羅の母親 - 弘中くみ子→有馬瑞香
- 青葉組組長 - 藤本譲
- 娘 奈美 - 佐久間レイ
- 拾吉、探偵 - 島香裕
- 染子 - 寺島尚美
- 夢子 - 後藤由記子
- ビストロのママ - 中野聖子
- 花艶楼のおかみ - 山田礼子
- 医者 - 津田英三
- 男A - 山寺宏一→稲葉実
- 男B - 大塚芳忠→牛山茂
- 男C - 山口健→小山武宏
- やくざA - 大塚明夫
- やくざB - 広瀬正志
- 女給A - 中山実奈
- 女給B - 野崎葵子

### スタッフ
- 原作 - 平田真貴子
- 製作 - 山下辰巳
- 企画 - 和田豊、尾形英夫
- プロデューサー - 吉田祥三、関正博、出﨑哲
- アシスタントプロデューサー - 大串京子、菊川幸夫
- 宣伝担当 - 藤兼康彦、渡辺隆史
- 監督・絵コンテ - 出崎統
- キャラクターデザイン・作画監督 - 杉野昭夫
- 脚本 - 今泉俊昭
- 色指定 - 吉田恵美
- 撮影 - 高橋プロダクション
- 特殊効果 - 熊井芳貴
- 音楽ディレクター - 神井裕行
- 音楽 - 見岳章
- 選曲 - 鈴木清司
- 制作協力 - デュウ
- 制作 - マジックバス
- 製作・発売元 - 徳間ジャパン
- 販売元 - 徳間コミュニケーションズ

### 主題歌
「今はセレナーデ」
作詞 - あさくらせいら / 作曲・編曲 - 見岳章 / 唄 - KAE

### 各話リスト
| 話数     | サブタイトル      | 演出     | 美術監督 | 撮影監督          | 音響監督 |
| -------- | ----------------- | -------- | -------- | ----------------- | -------- |
| 第一楽章 | 燁子、沙羅…夢一夜 | 篠原俊哉 | 小林七郎 | 高橋宏固 松嵜泰三 | 山田悦司 |
| 第二楽章 | 恋知りそめし…     | 水谷貴哉 | 阿部行夫 | 高橋宏固 松嵜泰三 | 山田悦司 |
| 第三楽章 | 大正12年9月1日    | 水谷貴哉 | 阿部行夫 | 高橋宏固 松嵜泰三 | 山田悦司 |
| 第四楽章 | ……そして、上海へ  | 篠原俊哉 | 水谷利春 | 高橋宏固 松嵜泰三 | 山田悦司 |